# Pablo Squella
Pablo Cristián Squella Serrano (Santiago, 14 de agosto de 1963) es un exatleta olímpico y periodista chileno. Fue ministro del Deporte de Chile entre noviembre de 2016 y marzo de 2018, bajo la segunda administración de Michelle Bachelet.

## Vida personal
Nació en Santiago de Chile el 14 de agosto de 1963, hijo de Juan Arturo Squella Avendaño, de profesión arquitecto y Juana María Serrano Lyon, atleta y periodista. Está casado con Paula Gajardo y tiene cinco hijos; Tomás, Pablo, Micaela, Martina y Sofía.

## Carrera deportiva
En su época estudiantil lograba registros sobresalientes, su marca en los 800 metros planos superior (1:52.98) se mantuvo vigente durante 24 años a nivel escolar. Fue seleccionado nacional de atletismo entre los años 1980 y 1996.
Representó a su país en los Juegos Olímpicos de 1988 en Seúl, Corea del Sur, y en los Juegos Olímpicos de 1992 en Barcelona, España. También fue parte de la delegación chilena en los Juegos Olímpicos de 1984, pero desavenencias con los directivos de la época le impidieron desempeñarse en la pista.
Actualmente ostenta los récords nacionales de 400 metros planos (46.20) categoría juvenil y 800 metros planos (1:45.75) categoría adulto.

## Carrera profesional y pública

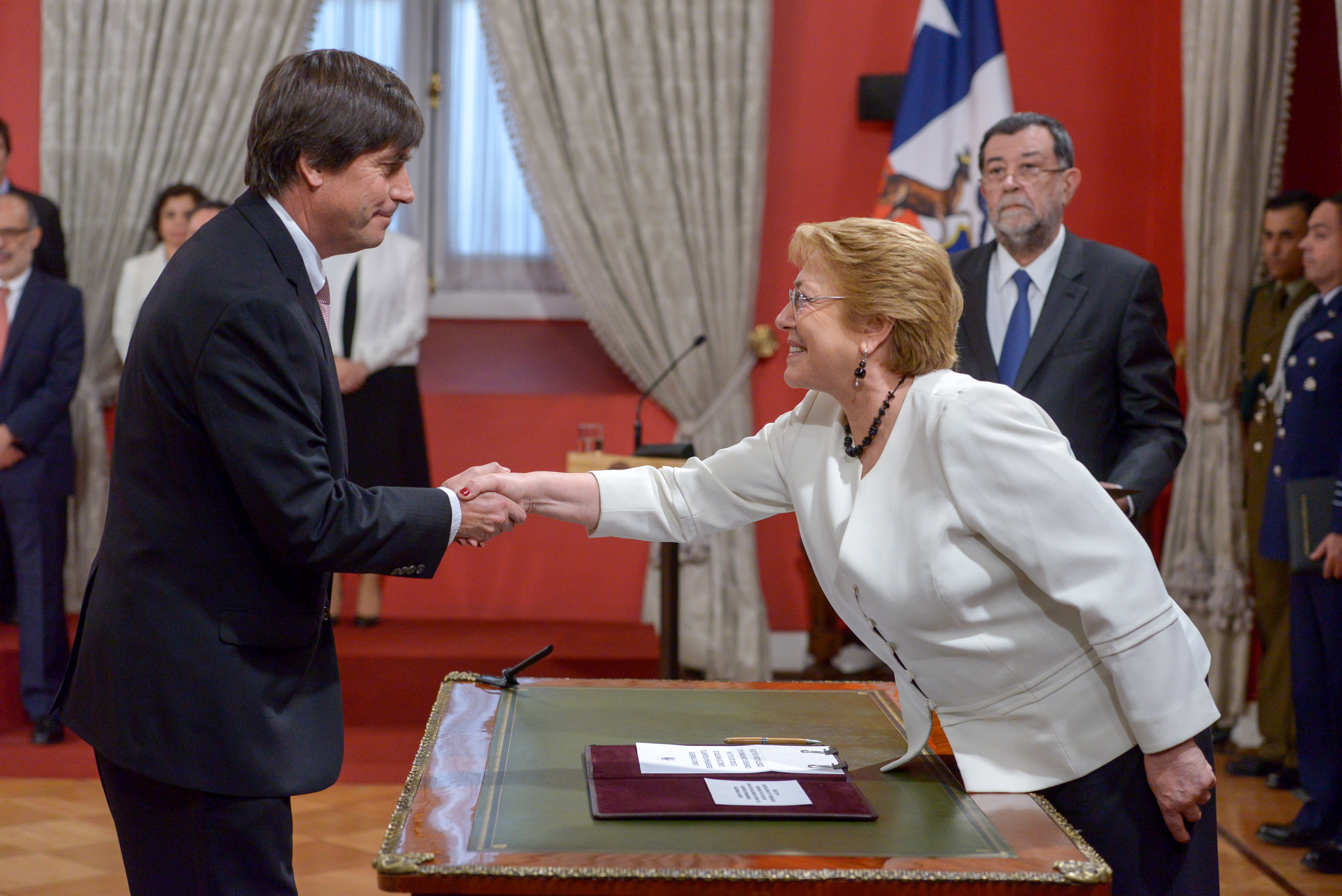
Squella asumiendo como ministro de Deportes en 2016.

Estudió periodismo en la Universidad de Chile, y posteriormente realizó un postgrado en Educación Física de la Universidad de Texas en Austin, Estados Unidos.
Tras su retiro del atletismo, trabajó como entrenador de atletas jóvenes, y fue director del Centro de Alto Rendimiento (CAR) entre 2001 y 2004. También se ha desempeñado como comentarista deportivo y redactor de deportes en medios como La Tercera, Radio Cooperativa, UCV TV, Canal 13 y TVN.
Desde 2008 ha ejercido diversos cargos en la administración pública relacionados con el deporte; fue coordinador de la Comisión Técnica Nacional de Alto Rendimiento (2009-2010); coordinador del Plan Olímpico Chileno (2011-2012); y en diciembre de 2013 se integró como parte de la División de Actividad Física y Deportes del Ministerio del Deporte.
En el segundo gobierno de la presidenta Michelle Bachelet fue designado miembro del Consejo Superior de la Comisión Nacional de Control de Dopaje (CNCD), del que asumió como presidente. El 18 de noviembre de 2016 asumió como ministro del Deporte en reemplazo de Natalia Riffo, desempeñando el cargo hasta el final del gobierno en marzo de 2018. En su gestión, Chile se adjudicó la IX edición de los Juegos Panamericanos.
En el 2025 se inscribió como precandidato independiente a Diputado por el distrito 10 

## Participaciones internacionales
| Año                   | Competición                                       | Lugar                        | Posición              | Evento                | Marca                 |
| Representando a Chile | Representando a Chile                             | Representando a Chile        | Representando a Chile | Representando a Chile | Representando a Chile |
| --------------------- | ------------------------------------------------- | ---------------------------- | --------------------- | --------------------- | --------------------- |
| 1981                  | Campeonato Sudamericano de Atletismo              | La Paz, Bolivia              | 3.º                   | 400 m                 | 48.0 A                |
| 1982                  | Juegos Suramericanos                              | Santa Fe, Argentina          | 1.º                   | 400 m                 | 47.47                 |
| 1986                  | Campeonato Iberoamericano de Atletismo            | La Habana, Cuba              | 2.º                   | 400 m vallas          | 50.17                 |
| 1986                  | Juegos Suramericanos                              | Santiago, Chile              | 1.º                   | 400 m vallas          | 52.01                 |
| 1987                  | Campeonato Mundial de Atletismo en Pista Cubierta | Indianápolis, Estados Unidos | 18.º (h)              | 800 m                 | 1:51.57               |
| 1987                  | Campeonato Sudamericano de Atletismo              | São Paulo, Brasil            | 2.º                   | 800 m                 | 1:48.64               |
| 1989                  | Campeonato Mundial de Atletismo en Pista Cubierta | Budapest, Hungría            | 6.º (h)               | 800 m                 | 1:48.771              |
| 1989                  | Campeonato Sudamericano de Atletismo              | Medellín, Colombia           | 1.º                   | 800 m                 | 1:49.19 A             |
| 1990                  | Campeonato Iberoamericano de Atletismo            | Manaus, Brasil               | 4.º                   | 1500 m                | 3:43.43               |
| 1991                  | Campeonato Sudamericano de Atletismo              | Manaus, Brasil               | 3.º                   | 800 m                 | 1:48.21               |
| 1992                  | Campeonato Iberoamericano de Atletismo            | Sevilla, España              | 2.º                   | 800 m                 | 1:48.29               |
| 1992                  | Campeonato Iberoamericano de Atletismo            | Sevilla, España              | 6.º                   | 4 × 400 m relevos     | 3:11.51               |
| 1993                  | Campeonato Sudamericano de Atletismo              | Lima, Perú                   | 1.º                   | 800 m                 | 1:51.98               |
| 1993                  | Campeonato Sudamericano de Atletismo              | Lima, Perú                   | 2.º                   | 1500 m                | 3:51.00               |
| 1994                  | Campeonato Iberoamericano de Atletismo            | Mar del Plata, Argentina     | .°                    | 800 m                 | 1:49.50               |
| 1994                  | Campeonato Iberoamericano de Atletismo            | Mar del Plata, Argentina     | 4.º                   | 4 × 400 m relevos     | 3:08.27               |
| 1994                  | Juegos Suramericanos                              | Valencia, Venezuela          | 2.º                   | 800 m                 |                       |
| 1995                  | Campeonato Sudamericano de Atletismo              | Manaus, Brasil               | 3.º                   | 800 m                 | 1:49.80               |

1 No terminó en las semifinales.